# Genocidio de Bangladés en 1971

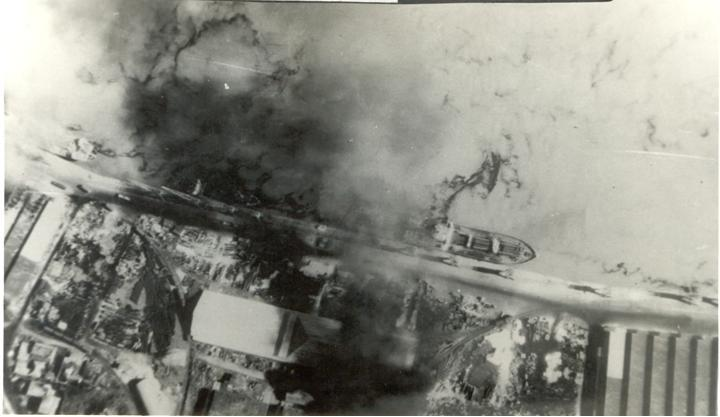
Un vapor ardiendo en el ataque de Narayan Ganj-Hunter, durante la guerra indo-paquistaní de 1971.

El conocido como genocidio de Bangladés comenzó el 26 de marzo de 1971 con el lanzamiento de la Operación Holofote, una ofensiva militar iniciada por Pakistán Occidental en el ala oriental del país para reprimir a los bengalíes que exigían su autodeterminación. Durante los nueve meses siguientes se dilató una larga guerra por la independencia de Bangladés, en la que miembros de las fuerzas armadas paquistaníes y de las milicias que les apoyaban asesinaron entre 300 000 y 3 000 000 de personas y violaron entre 200 000 y 400 000 mujeres de Bangladés en una campaña sistemática de «estupro genocida».
La guerra también testificó la violencia sectaria entre bengalíes y biharís de lengua urdu. Existe un consenso académico en que los acontecimientos que ocurrieron durante la guerra de liberación de Bangladés constituyeron un genocidio.

## Lectura adicional
- Genocide in Bangladesh, 1971, A Gendercide Watch case study